# Fernando, Príncipe das Astúrias
Fernando de Áustria, Infante de Espanha, Príncipe das Astúrias (Madrid, 4 de dezembro de 1571 - Madrid, 18 de outubro de 1578), era filho do rei Filipe II de Espanha e de sua quarta esposa Ana da Áustria.

## Nascimento
Fernando foi o segundo filho nascido de Filipe II. Ele foi precedido por Dom Carlos, nascido da primeira esposa de Filipe, Maria Manuela. Mas quando Fernando nasceu em 4 de dezembro de 1571, seu irmão mais velho, mentalmente instável e inapto para o governo, já estava morto há três anos.
Para Filipe, a doença e a morte de seu primogênito eram uma fonte de grande preocupação em relação à sucessão. Depois de Dom Carlos, ele não teve outros filhos em nenhum dos seus dois casamentos seguintes, mas apenas duas filhas da terceira esposa, Isabel de Valois, que havia morrido no parto como Maria Manuela (sua segunda esposa Maria I da Inglaterra morreu sem filhos): Isabel Clara Eugênia e Catarina Micaela.
Para agradecer a Deus pelo nascimento do tão esperado filho, os prisioneiros foram libertados, como comemorado na pintura de Ticiano, Filipe II oferecendo Don Fernando à vitória.

## Afeição paterna
Depois de Fernando, nasceram mais quatro filhos: Carlos Lourenço em 1573, Diego em 1575, Filipe em 1578 e Maria em 1580, cujo nascimento levou à morte de sua mãe por insuficiência cardíaca. Devido aos compromissos governamentais de seus pais, mas também aos hábitos da época, os filhos viveram e cresceram separados dos pais. Além disso, a consciência de Filipe e Ana da taxa de mortalidade infantil muito alta da época pode ter criado uma espécie de indiferença aos filhos. É possível que eles tenham medo de formar um vínculo estreito com os filhos, apenas para que morram mais tarde, deixando-os devastados.
Apesar da Lenda Negra, na qual Filipe era retratado como um monstro, ele era um pai muito carinhoso e afetuoso. Ele comprou bonecas, miniaturas e brinquedos para seus filhos e, durante sua estadia em Portugal entre 1581 e 1982, escrevia regularmente para as meninas mais velhas em cartas ainda preservadas, para saber sobre sua saúde e educação. Quando ele voltou de Portugal, ele trouxe muitos doces e geleias com ele.

## Doença e morte
No verão de 1578, enquanto ele estava na cidade de Galapagar, Fernando ficou gravemente doente com disenteria. Os médicos se viram incapazes de concordar com o melhor tratamento a ser administrado, e o rei, que estava em Madrid e se mantinha constantemente atualizado sobre sua condição, aconselhou que seu filho come tortilhas. Lentamente, ele se recuperou, mas depois recaiu três dias depois e morreu. Ele tinha seis anos.
O título Príncipe das Astúrias foi então passado para seu irmão mais novo, Diego, mas quatro anos depois ele morreu de varíola.

Seu irmão mais novo, Filipe, foi o único filho de Ana a sobreviver à infância e, em 1598, sucedeu seu pai como Filipe III da Espanha.